# Dawson megye (Nebraska)
Dawson megye az Amerikai Egyesült Államokban, azon belül Nebraska államban található. Megyeszékhelye Lexington, legnagyobb városa Lexington. Lakosainak száma 24 111 fő (2020. április 1.). Dawson megye Custer, Gosper, Frontier, Lincoln, Buffalo és Phelps megyékkel határos.

## Népesség
A megye népességének változása:
| Lakosok száma | 24 357 | 24 342 | 24 161 | 24 207 | 23 886 | 24 111 |
|               | 2010   | 2011   | 2012   | 2013   | 2015   | 2020   |